# Wadsworth Atheneum
El Wadsworth Atheneum es un museo de artes decorativas, arte antiguo, arte moderno y arte contemporáneo. Se encuentra en Hartford, Connecticut en los Estados Unidos y es uno de los más antiguos de ese país al ser fundado en 1842. Fue diseñado por el arquitecto Alexander Jackson Davis.
El museo expone obras y paisajes de la Escuela del río Hudson, así como trabajos de Sebastiano del Piombo, Hendrick Goltzius, Caravaggio, Orazio Gentileschi, Bernardo Strozzi, José de Ribera, Francisco Zurbarán, Juan de Valdés Leal, Pierre Bonnard, Paul Cézanne, Salvador Dalí, Jacques-Louis David, Eugène Delacroix, Édouard Manet, Claude Monet, Pablo Picasso, Camille Pissarro, Pierre-Auguste Renoir, Henri de Toulouse-Lautrec, Vincent Van Gogh  y otros.

## Obras destacables
- San Francisco de Asís en éxtasis, cuadro de Caravaggio.
- El matrimonio de la Virgen, obra atribuida a Veronese.
- San Serapio, obra maestra de Francisco de Zurbarán.

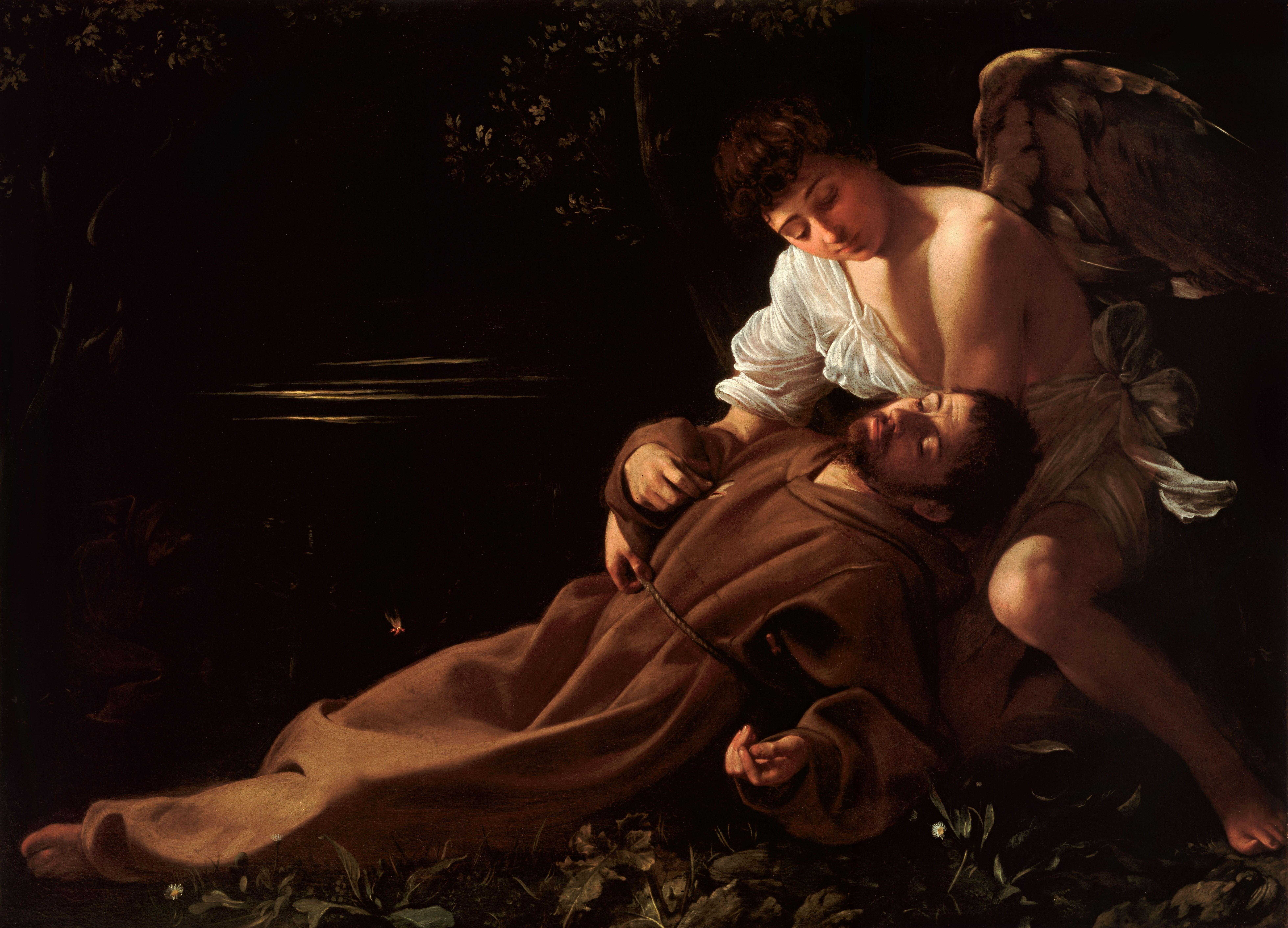
San Francisco de Asís en éxtasis, de Caravaggio, c. 1595,
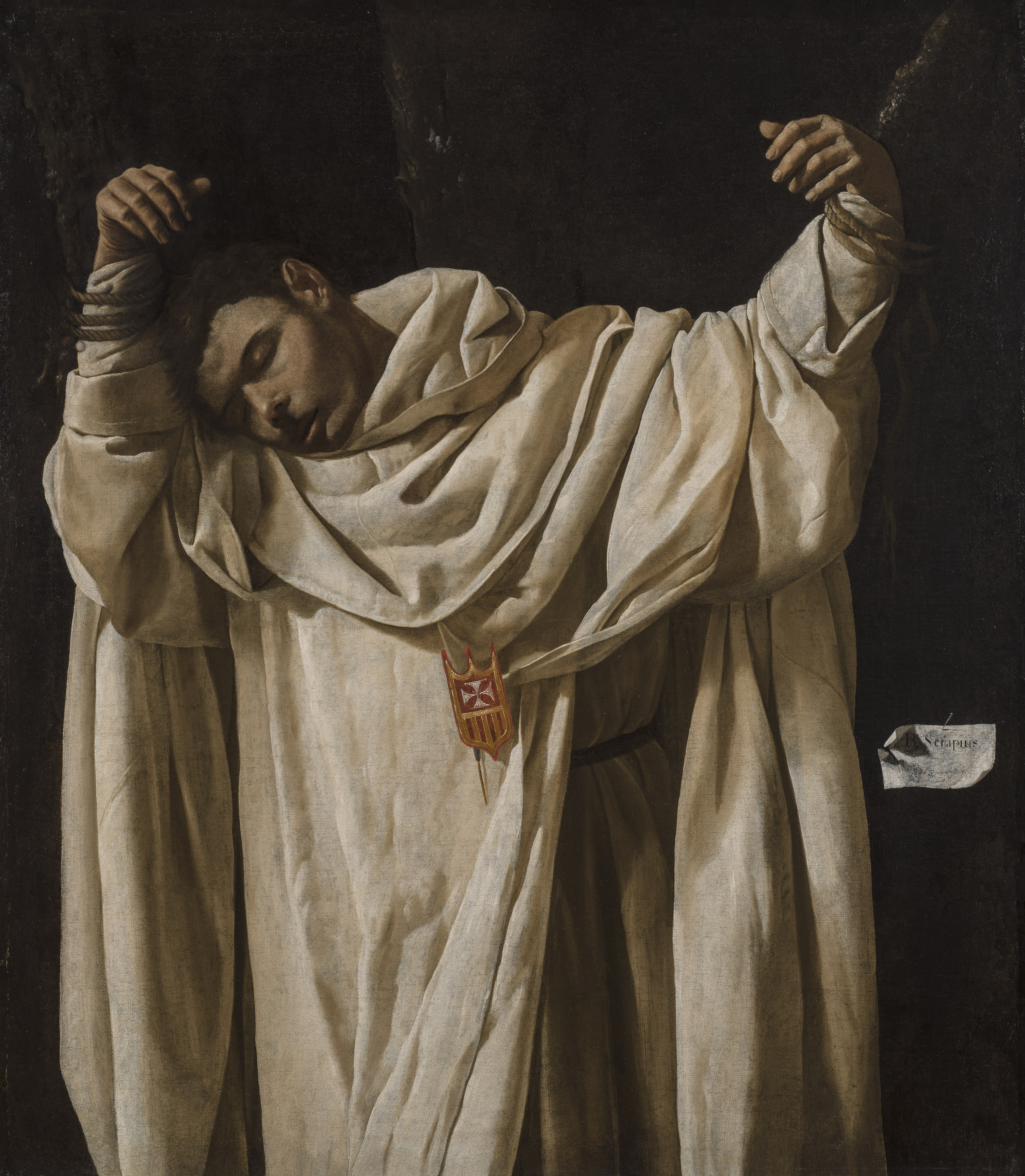
San Serapio, de Zurbarán, 1628
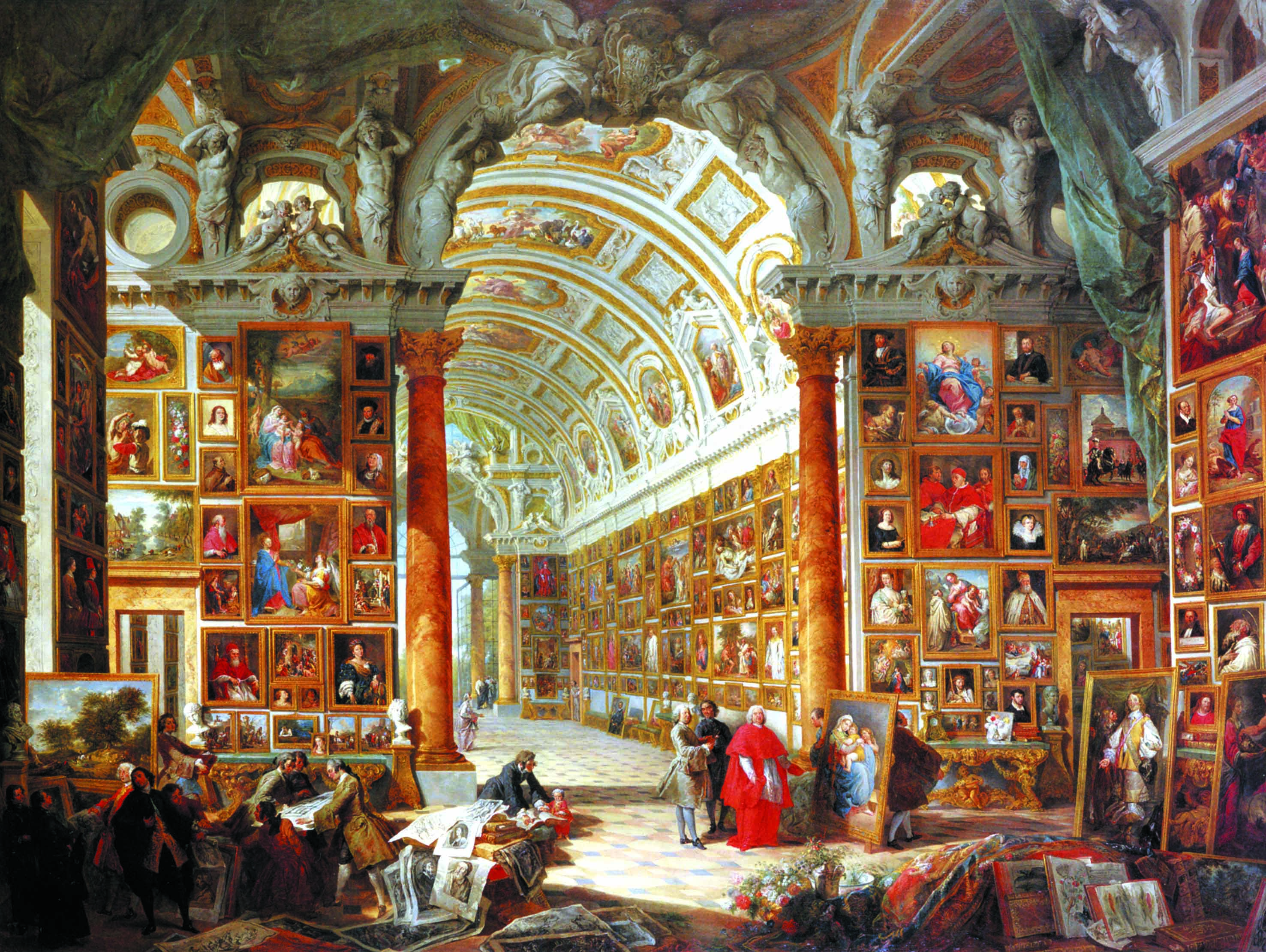
Giovanni Paolo Pannini, Interior de una galería de pintura con la Colección del cardenal Silvio Valenti Gonzaga, 1740
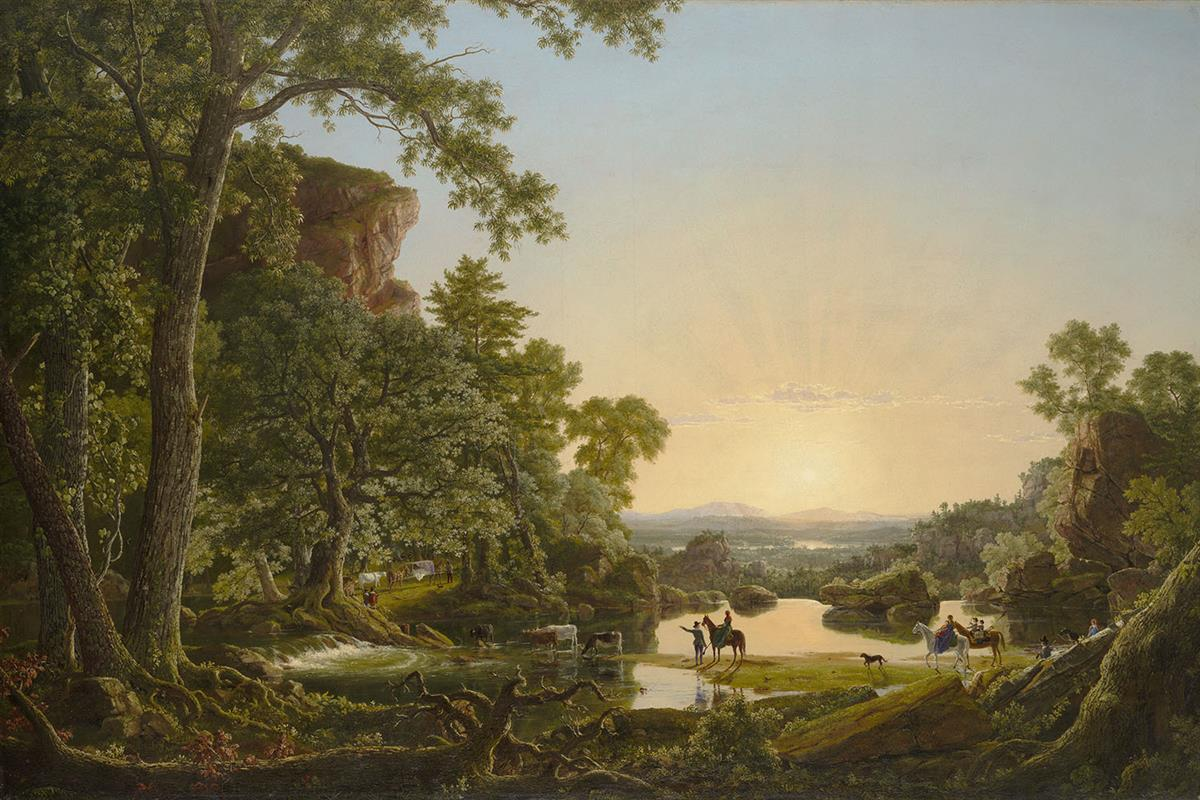
Hooker and Company Journeying through the Wilderness from Plymouth to Hartford, in 1636, Frederic Edwin Church, 1846
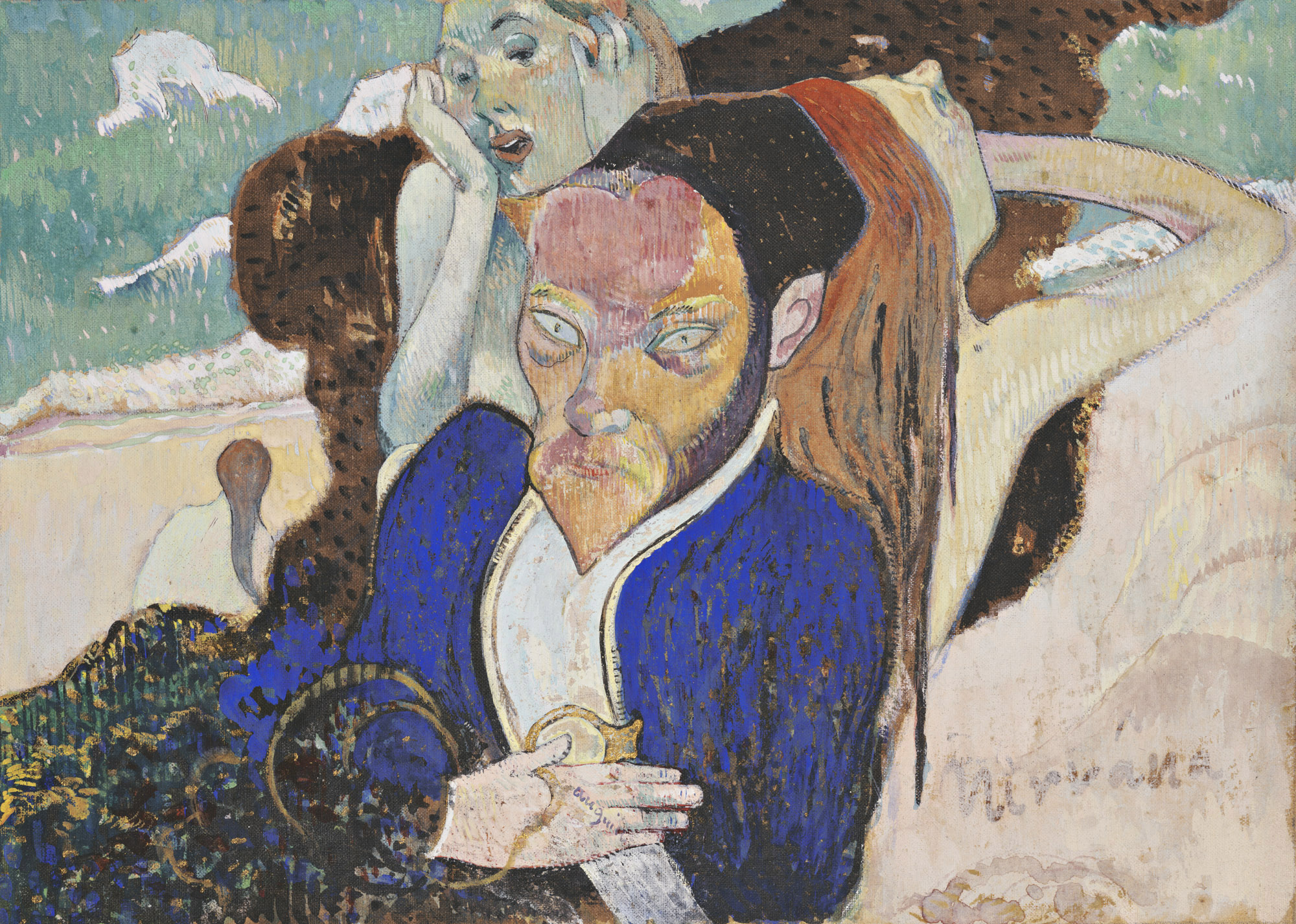
Paul Gauguin, Nirvana, Portrait de Jacob Meyer de Haan, 1890